# Eugène Lami

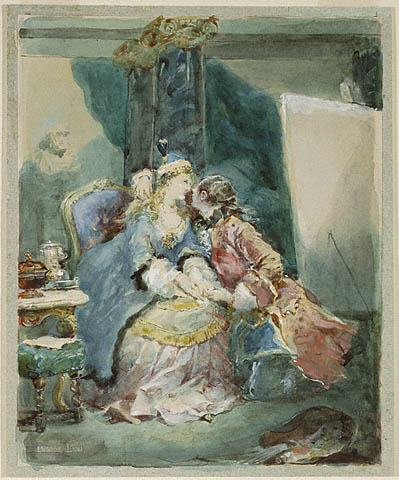
Eugène Lami – ”Omfamnande par” (1881; akvarell)

Eugène Louis Lami, född 12 januari 1800 i Paris, Frankrike, död 19 december 1890 i Paris, var en fransk målare och litograf.

## Biografi
Lami arbetade inledningsvis i Horace Vernets målarverkstad och studerade senare vid École des Beaux-Arts i Paris tillsammans med bland andra Camille Roqueplan och Paul Delaroche för Antoine Jean Gros. 
Lami började utföra litografier och gav 1819 ut en serie med scener från det spanska kavalleriet. I samarbete med Vernet utförde han Collections des uniformes des armées françaises de 1791 à 1814 och kom med tiden att bli berömd för sina framställningar av militärhistoria. Förutom litografi arbetade Lami även i akvarellmediet.
Eugène Lami tillskrivs formgivningen av den romantiska tutun, en vit ballerinakjol med flera lager tyll, som första gången användes i baletten Sylfiden 1832.

## Översättning
- Delar av artikeln är översatta från den engelskspråkiga versionen 3 juni 2006

## Fördjupningslitteratur
- Lemoisne, Paul André, Eugène Lami 1800-1890. Paris 1912.